# Cinthia Vázquez
Cinthia Vázquez Barrón (Ciudad de México, 25 de junio de 1982) es una actriz y modelo mexicana. Ha participado en programas como Bellezas indomables (2007) Entre el amor y el deseo (2010) y Lo que callamos las mujeres.

## Biografía
Cinthia nació en México el 25 de junio de 1982 y estudió actuación en el CEFAT de TV Azteca.
Debutó por primera vez como actriz en la telenovela Las Juanas interpretando a Clara Meche, comparte créditos con Andrés Palacios, Paola Núñez y Ana Serradilla, después participó en la telenovela Bellezas indomables donde interpretó a María Ángeles después de que la actriz Marcela Ruíz Esparza dejara la producción.
Protagonizó la telenovela Pobre rico, pobre donde interpretó a Rosmary Peláez y compartió créditos con Héctor Arredondo y Víctor García.
En 2010, se unió a la telenovela Entre el amor y el deseo interpretando a Sofía Fontana y en 2012 participó en la telenovela Quererte así donde interpretó a Silvia Andrade.
Participó en las telenovelas Prohibido amar y Las Bravo.
Participa en la telenovela Caminos de Guanajuato en el papel de la villana Sonia.

## Telenovelas
| Año  | Telenovela                   | Personaje                                          |
| ---- | ---------------------------- | -------------------------------------------------- |
| 2022 | Toda la sangre               |                                                    |
| 2019 | La bandida                   | Valentina                                          |
| 2016 | Un día cualquiera            |                                                    |
| 2015 | Caminos de Guanajuato        | Sonia Flores Cano                                  |
| 2014 | Las Bravo                    | Xiomara                                            |
| 2013 | Prohibido amar               | Nina Hernández Cosío                               |
| 2012 | Quererte así                 | Silvia Andrade                                     |
| 2010 | Lo que callamos las mujeres  | Doctora, Ep. «El brillo del amor»                  |
| 2010 | Entre el amor y el deseo     | Sofía Fontana Martínez                             |
| 2008 | Pobre rico, pobre            | Rosmary Peláez                                     |
| 2007 | Bellezas indomables          | María Ángeles Urquillo Monser # 2 / Anna Hernández |
| 2006 | Deja que la vida te despeine | Marcela                                            |
| 2004 | Las Juanas                   | Clara Mercedes Molina "Clarameche"                 |
| 2003 | La hija del jardinero        | Xóchitl                                            |

## Teatro
| Año  | Obra                     | Personaje         |
| ---- | ------------------------ | ----------------- |
| 2017 | Hoy no me puedo levantar | Malena / Patricia |